# Tataháza
Tataháza este un sat în districtul Bácsalmás, județul Bács-Kiskun, Ungaria, având o populație de 1.312 locuitori (2011). 

## Demografie
Componența etnică a satului Tataháza
     Maghiari (97,82%)
     Romi (1,48%)
     Necunoscut (0,35%)
     Germani (0,35%)
     Alții (0,35%)
Componența confesională a satului Tataháza
     Romano-catolici (64,48%)
     Fără religie (6,78%)
     Reformați (1,75%)
     Necunoscută (26,68%)
     Atei (0,3%)
     Alte religii (0,76%)
Conform recensământului din 2011, satul Tataháza avea 1.312 locuitori. Din punct de vedere etnic, majoritatea locuitorilor (97,82%) erau maghiari, cu o minoritate de romi (1,48%). Apartenența etnică nu este cunoscută în cazul a 0,35% din locuitori.  Din punct de vedere confesional, majoritatea locuitorilor (64,48%) erau romano-catolici, existând și minorități de persoane fără religie (6,78%) și reformați (1,75%). Pentru 26,68% din locuitori nu este cunoscută apartenența confesională.